# Space Cowboy (Tommaso Paradiso)
Space Cowboy è il primo album in studio da solista del cantante italiano Tommaso Paradiso, pubblicato il 4 marzo 2022 dalla Island Records.

## Antefatti
Successivamente all'uscita del cantante come frontman dei Thegiornalisti, Paradiso ha pubblicato il singolo solista Non avere paura (2019) e annunciato il primo album solista per il 2020, promosso dal Sulle nuvole Tour. A causa del lockdown dovuto alla pandemia di COVID-19, nonostante la pubblicazione di tre inediti I nostri anni, Ma lo vuoi capire? e Ricordami, nel luglio 2020 è stato annunciato che il progetto discografico e il tour sono stati rimandati al 2021. Nel marzo 2021 entrambi i progetti vengono nuovamente rimandati al 2022.

## Descrizione
Gli undici brani che compongono Space Cowboy sono stati prodotti da Federico Nardelli e sono stati composti da vari artisti, tra cui Dardust, Federica Abbate e Franco126. Riguardo alla scelta del titolo, Paradiso ha spiegato:

Paradiso ha inoltre approfondito la scelta di ispirarsi al sogno americano e dei riferimenti musicali a Vasco Rossi, Luca Carboni e Lucio Dalla, parlando del brano omonimo del disco:

## Accoglienza
| Recensione | Giudizio |
| ---------- | -------- |
| Ondarock   | 7/10     |
| Rockol     | 7/10     |

Elena Palmieri di Rockol sottolinea che dal disco si denota la volontà di «presentare la propria visione estetica e musicale con trasparenza» attraverso «stati d’animo pieni di malinconia ad atmosfere più scanzonate» e «riferimenti a sonorità di altri artisti» che hanno accompagnato il percorso di crescita del cantante. Giulia Ciavarelli di TV Sorrisi e Canzoni ha descritto l'album come un «miscelare» le icone italiane del cinema e della musica alle icone statunitensi, in cui il lato distintivo di Paradiso «più sognante e malinconico» con l'aggiunta di sonorità «rock» e «riferimenti estetici del mondo americano e la tradizione italiana».

## Tracce
Testi e musiche di Tommaso Paradiso.
1. Guardarti andare via – 3:12
2. Amico vero (con Franco126) – 3:46
3. Magari no – 3:49
4. Lupin – 4:43
5. La stagione del cancro e del leone – 3:34
6. Space Cowboy – 3:42
7. È solo domenica – 4:18
8. Silvia – 3:05
9. Tutte le notti – 3:36
10. Vita – 3:22
11. Sulle nuvole – 3:52

## Classifiche

### Classifiche settimanali
| Classifica (2022) | Posizione massima |
| ----------------- | ----------------- |
| Italia            | 5                 |

### Classifiche di fine anno
| Classifica (2022) | Posizione |
| ----------------- | --------- |
| Italia            | 85        |